# 15231 Ehdita
15231 Ehdita è un asteroide della fascia principale. Scoperto nel 1987, presenta un'orbita caratterizzata da un semiasse maggiore pari a 3,9445769 UA e da un'eccentricità di 0,2893373, inclinata di 6,81523° rispetto all'eclittica.
Il nome è un omaggio alla cantante russa Ėdita P'echa.